# أوليلة ديل كامبو
بلدية أوليلة ديل كامبو (بالإسبانية: Uleila del Campo)‏, هي بلدية تقع في مقاطعة المرية. جنوب شرق إسبانيا. يبلغ عدد سكانها 988 نسمة.

## وصلات خارجية
- (بالإسبانية)